# Pierre Bernard (photographe)
Pour les articles homonymes, voir Bernard et Pierre Bernard.
Pierre Bernard, né le 28 juin 1859 à Lille et mort le 3 mars 1899 dans la même ville, est un photographe, médecin  et professeur français, pionnier de l'usage de la photographie scientifique en médecine.

## Biographie
Pierre Bernard  étudie à la faculté libre de médecine de Lille. Il est licencié en sciences naturelles et docteur en médecine de l'université de Paris en 1882.
Enseignant à l'université catholique de Lille, il prend en charge, dès 1884, les cours de zoologie et devient professeur suppléant en 1890.
Il est passionné par la photographie, il devient un des disciples de Louis Désiré Blanquart-Evrard dont il rédige une notice biographique en 1891 dans la revue Lille Photographe. Il réalise de très nombreuses photographies d'ethnographie sur plaques de verre et des gravures de certaines d'entre-elles. Plusieurs centaines sont conservées au Musée d'ethnologie régionale de Béthune et sont visibles sur la collection numérique de Musenor, le site de l'Association des conservateurs des musées des Hauts-de-France
Il crée vers 1886 un laboratoire de photographie médicale et un atelier de reproduction héliographique. C'est un des premiers à mettre en place une telle structure dans une université.
Le 12 avril 1887, il épouse Antoinette, une fille de Gustave Ozenfant (1834-1894), le conservateur des Musées de Lille. Ils ont 7 enfants entre 1889 et 1898. Il offre à la ville de Lille les plus belles pièces archéologique de la collection de son beau-père.
Pierre Bernard est l'un des membres fondateurs de la Société photographique de Lille en 1990. Il est également membre de la Société des sciences, de l'agriculture et des arts de Lille. Il meurt avant 40 ans de maladie.

## Publications
- 1882 Du Catgut considéré au point de vue de la ligature des vaisseaux, Thèse de médecine, Paris, 81 pages[4]
- 1888 De quelques Applications de la photographie à la médecine, 31 pages[5].
- 1892 Promenade à travers la Flandre maritime : conférence faite au cercle St-Léonard, à Lille le 23 février 1892.Imprimerie Lefebvre-Ducrocq, Lille[6].
- 1892 Guide pratique de photocollographie, Paris société générale d'édition, 56 pages[7]
- 1893 Jeux populaires : documents ethnographiques concernant le département du Nord, Imprimerie Lefebvre-Ducrocq, Lille, 130 pages[8]
- 1895 Portefeuille des élèves : préparations zootomiques élémentaires des animaux  les plus usuels, photographiées sous l'eau, d'après nature : vingt planches phototypiques, Paris : A. Coccoz.